# Мальта на літніх Олімпійських іграх 2016
Мальта на літніх Олімпійських іграх 2016 була представлена двома спортсменами в одному виді спорту. Жодної медалі олімпійці Мальти не завоювали. 

## Легка атлетика
Легенда
- Note – для трекових дисциплін місце вказане лише для забігу, в якому взяв участь спортсмен
- Q = пройшов у наступне коло напряму
- q = пройшов у наступне коло за добором (для трекових дисциплін - найшвидші часи серед тих, хто не пройшов напряму; для технічних дисциплін - увійшов до визначеної кількості фіналістів за місцем якщо напряму пройшло менше спортсменів, ніж визначена кількість)
- NR = Національний рекорд
- N/A = Коло відсутнє у цій дисципліні
- Bye = спортсменові не потрібно змагатися у цьому колі

Трекові і шосейні дисципліни
| Спортсмен         | Дисципліна                   | Попередній забіг | Попередній забіг | Чвертьфінал     | Чвертьфінал     | Півфінал         | Півфінал         | Фінал            | Фінал            |
| Спортсмен         | Дисципліна                   | Час              | Місце            | Час             | Місце           | Час              | Місце            | Час              | Місце            |
| ----------------- | ---------------------------- | ---------------- | ---------------- | --------------- | --------------- | ---------------- | ---------------- | ---------------- | ---------------- |
| Люке Беззіна      | біг на 100 метрів (чоловіки) | 11.04            | 3                | Завершив виступ | Завершив виступ | Завершив виступ  | Завершив виступ  | Завершив виступ  | Завершив виступ  |
| Шарлотта Вінґфілд | біг на 100 метрів (жінки)    | 11.86            | 1 Q              | 11.90           | 8               | Завершила виступ | Завершила виступ | Завершила виступ | Завершила виступ |

## Стрільба
| Спортсмен       | Дисципліна                               | Кваліфікація | Кваліфікація | Півфінал         | Півфінал         | Фінал            | Фінал            |
| Спортсмен       | Дисципліна                               | Очки         | Місце        | Очки             | Місце            | Очки             | Місце            |
| --------------- | ---------------------------------------- | ------------ | ------------ | ---------------- | ---------------- | ---------------- | ---------------- |
| Вільям Четкуті  | дубль-трап (чоловіки)                    | 125          | 17           | Завершив виступ  | Завершив виступ  | Завершив виступ  | Завершив виступ  |
| Елеанор Бецціна | пневматичний пістолет, 10 метрів (жінки) | 379          | 22           | Н/Д              | Н/Д              | Завершила виступ | Завершила виступ |
| Елеанор Бецціна | пістолет, 25 метрів (жінки)              | 562          | 36           | Завершила виступ | Завершила виступ | Завершила виступ | Завершила виступ |

## Плавання
| Спортсмен     | Дисципліна                           | Попередній заплив | Попередній заплив | Півфінал         | Півфінал         | Фінал            | Фінал            |
| Спортсмен     | Дисципліна                           | Час               | Місце             | Час              | Місце            | Час              | Місце            |
| ------------- | ------------------------------------ | ----------------- | ----------------- | ---------------- | ---------------- | ---------------- | ---------------- |
| Ендрю Четкуті | 100 метрів вільним стилем (чоловіки) | 51.37             | 51                | Завершив виступ  | Завершив виступ  | Завершив виступ  | Завершив виступ  |
| Нікола Мускат | 50 метрів вільним стилем (жінки)     | 26.60             | 53                | Завершила виступ | Завершила виступ | Завершила виступ | Завершила виступ |

## Важка атлетика
| Спортсмен     | Категорія           | Ривок     | Ривок | Поштовх   | Поштовх | Загалом | Місце |
| Спортсмен     | Категорія           | Результат | Місце | Результат | Місце   | Загалом | Місце |
| ------------- | ------------------- | --------- | ----- | --------- | ------- | ------- | ----- |
| Кайл Мікаллеф | до 85 кг (чоловіки) | 118       | DNF   | —         | —       | —       | DNF   |